# Onbevlekt Hart van Mariakerk (Krokegem)

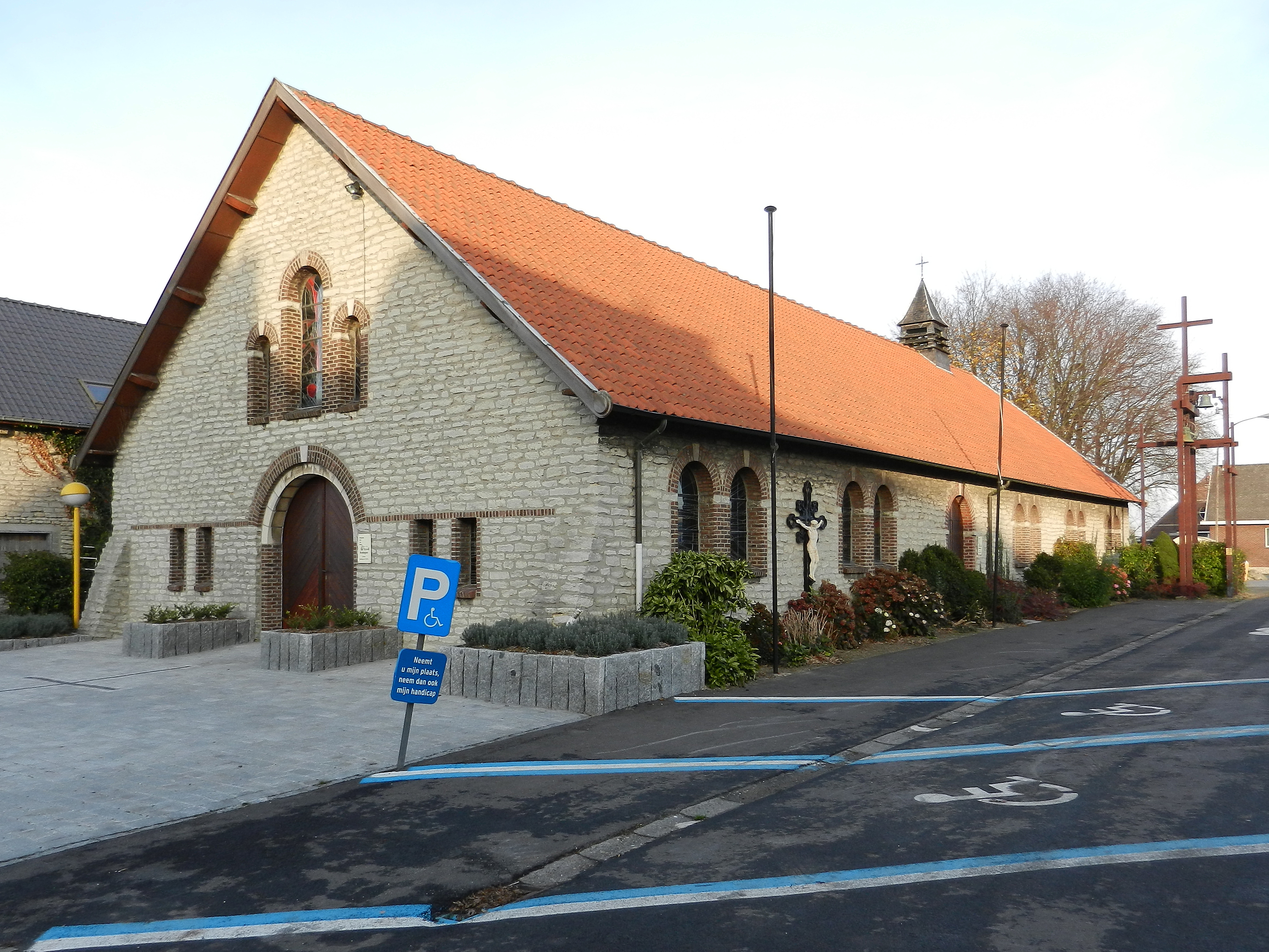
Onbevlekt Hart van Mariakerk

De Onbevlekt Hart van Mariakerk is een rooms-katholiek kerkgebouw in de tot de Vlaams-Brabantse gemeente Asse behorende plaats Krokegem, gelegen aan de Dendermondsesteenweg 48.

## Geschiedenis
De kerk werd in 1948 gebouwd als kapelanie van de Sint-Martinusparochie te Asse, werd ingewijd op de tweede paasdag van 1949 (18  april) toen ook beeld van de Onze-Lieve-Vrouw van Fátima werd verplaatst van de Sint-Martinuskerk van Asse naar de nieuwe kerk van Krokegem. 

## Gebouw
Het betreft een eenvoudig zaalkerkje onder zadeldak, waarvan de vensters neoromaanse stijlkenmerken vertonen. Boven het koor bevindt zich een kleine dakruiter.
Naast de kerk bevindt zich een open metalen klokkenstoel van 1985, ontworpen door Luc Van Mulders.
De kerk is gebouwd in zandsteen en ook in het interieur ziet men zandstenen muren. Het altaar in de kerk is afkomstig uit de kapel van kardinaal Van Roey. Het orgel is neogotisch en stamt vermoedelijk uit het midden van de 19e eeuw. De glas-in-loodramen zijn van 1980 en werden vervaardigd door Paul Wilmots.